# Basse & Selve

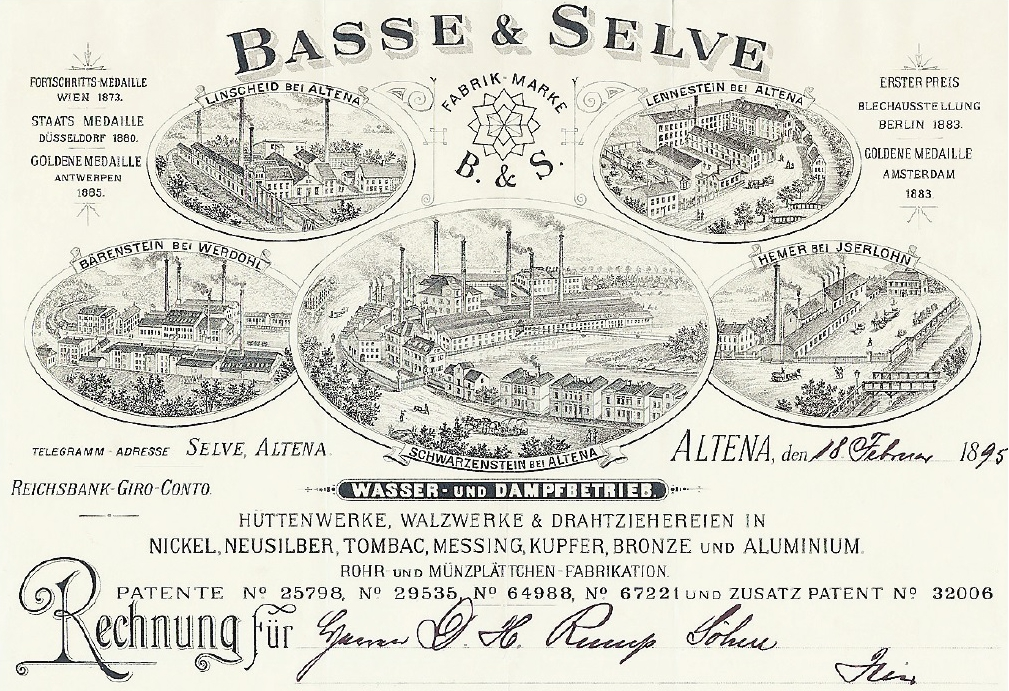
Briefkopf der Basse & Selve, Altena von 1895

Basse & Selve war ein Unternehmen der Nichteisenmetall-Verarbeitung mit Sitz in Altena im Sauerland. Der Konzern betrieb Walzwerke, Drahtziehereien, Nickelwerke und eine Metallpatronenfabrik.

## Unternehmensgeschichte

### Gründung
Das Unternehmen wurde durch den Manufakturwarenhändler und Finanzier Carl Basse (* 1802; † 1873) und dem Gewerbetreibenden und Landwirt Hermann Diedrich (Dietrich) (* 1813; † 1881) gegründet. Hermann Selve hatte die Wasserrechte an der Verse in der Ortschaft Bärenstein bei Werdohl erworben und war auch im Besitz einer Option auf deren seitlichen Zulauf Borbecke. Hier plante er den Bau eines Holzsägewerkes, für das er bereits eine Baugenehmigung hatte. Carl Basse, der bereits 1872 zusammen mit dem Lüdenscheider Heinrich Fischer (* 1825; † 1890) in Lüdenscheid die Metallwarenfabrik Basse & Fischer gegründet hatte, überzeugte Selve jedoch, dort gemeinsam mit ihm ein Messingwalzwerk zu gründen. Am 18. März 1861 eröffneten die beiden Geschäftspartner daraufhin in Bärenstein das Unternehmen Basse & Selve in der Form einer offenen Handelsgesellschaft. Es wurden zunächst Messingbleche und -drähte produziert. und vor allem die zahlreichen Knopfhersteller im Lüdenscheider Raum beliefert.
Hermann Selves Sohn Gustav (* 1842; † 1909), der nach dem Besuch der Königlichen Gewerbeschule in Iserlohn eine kaufmännische Ausbildung in dem Lüdenscheider Messingwerk Caspar Noell absolviert hatte, trat 1862 als Angestellter in das Unternehmen seines Vaters ein, das zu diesem Zeitpunkt bereits 20 Arbeiter beschäftigte.

### Verlegung nach Altena und Expansion

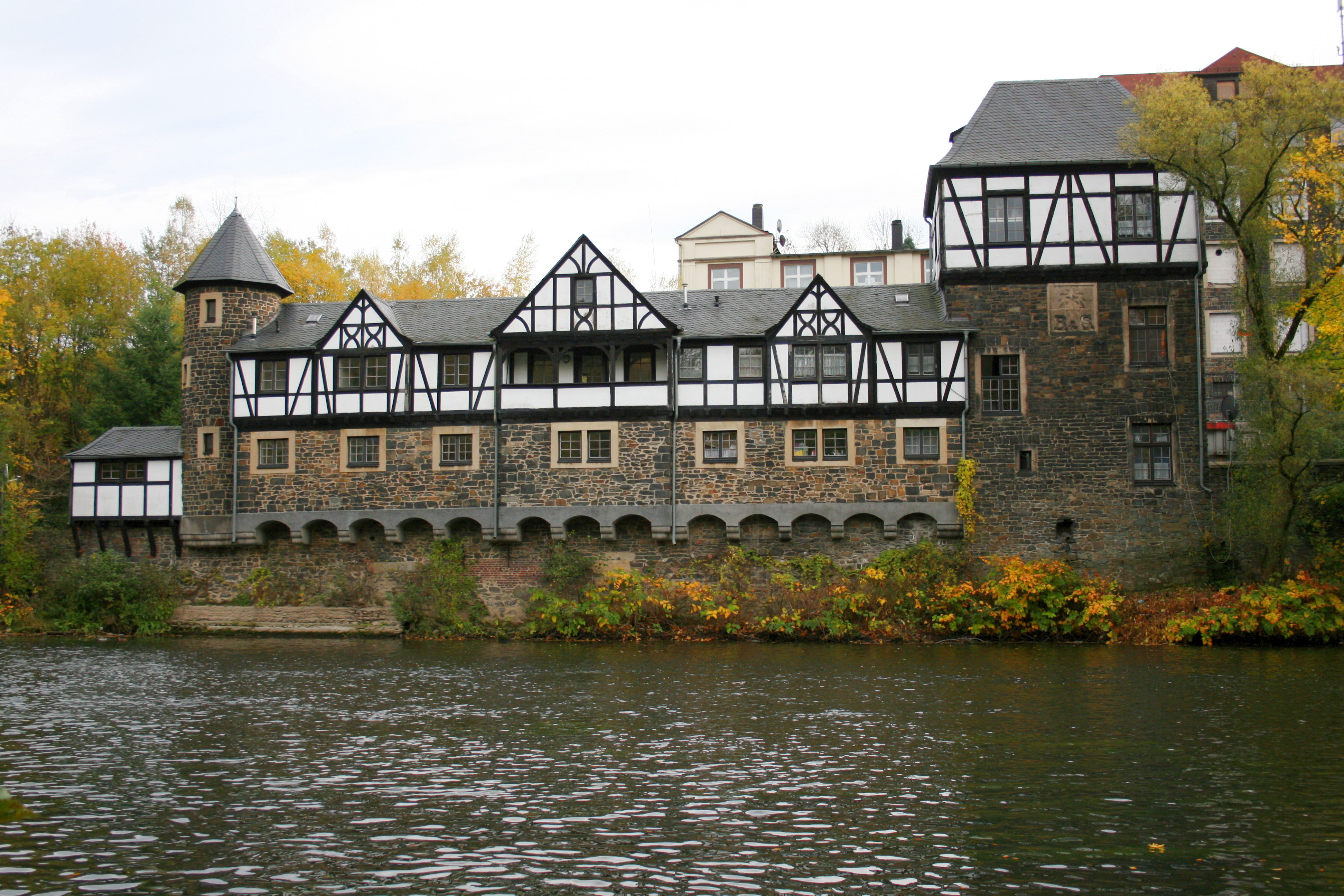
Ehemalige Fabrikgebäude in Altena (2008)

Da das beengte Versetal wenig Raum für die Expansion des Unternehmens bot, erwarb man 1868 eine stillgelegtes Walzwerk am Schwarzenstein in Altena, wohin 1869 auch der Firmensitz verlegt wurde. In Donnaz in Italien entstand 1870 ein weiteres Werk. Dieses wurde später von Gustav Selves Brüdern Fritz Selve (* 1849; † 1916) und August Selve (* 1845; † 1925) geführt.
Nach der Reichsgründung 1871 verabschiedete Kaiser Wilhelm I. die erste Währungsunion im Deutschen Reich. Die Einführung einer neuen Währung kam dem Unternehmen Basse & Selve zugute, da einige der neuen Münzen aus einer Kupfernickellegierung bestanden. 1872 wurde Hermann Diedrichs Sohn Gustav Selve Teilhaber und Geschäftsführer von Basse & Selve, ab 1883 war er nach Ausscheiden der Mitinhaberfamilie Basse der Alleininhaber der Unternehmens. Mit der Verhüttung von Nickelerzen aus Neukaledonien begann man 1874/1875 und wurde zur größten Nickelhütte Deutschlands. Stets um Fortschritt und Unternehmenswachstum bemüht, begann er immer neue Nichteisenmetalle und Metalllegierungen zu verarbeiten, so zum Beispiel die kupferhaltige Messinglegierung Tombak, Neusilber und Aluminium. Der Schwerpunkt der Produktion lag auch aufgrund von Staatsaufträgen in der Herstellung von Patronenhülsen und Münzen, außerdem stellte Selve & Basse Drähte, Rohre, Bleche und Stangen her.

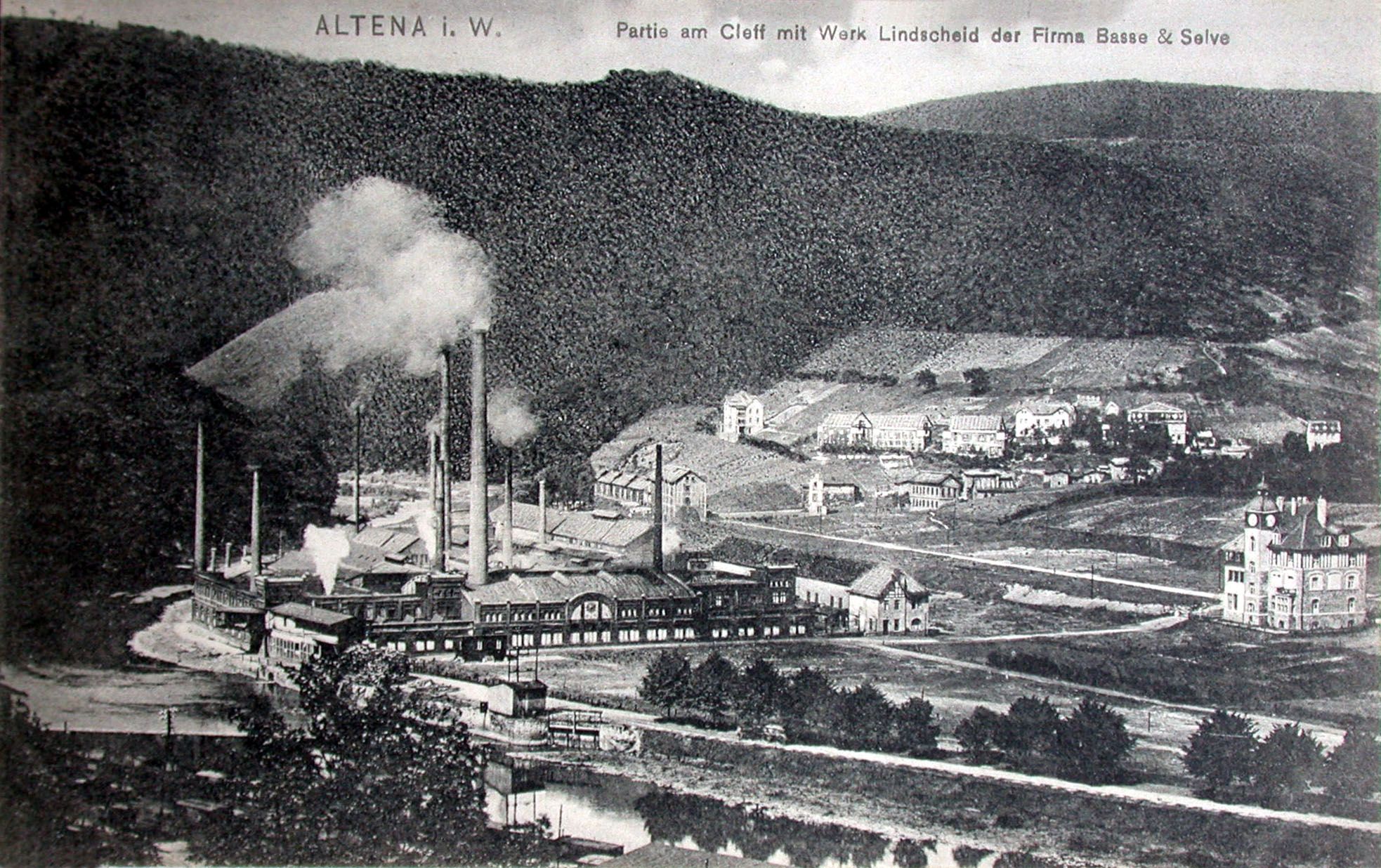
Werk Linscheid, um 1899

Selve vergrößerte das Unternehmen, indem er weitere Werke vor allem im märkischen Sauerland in Linscheid bei Altena, Altena-Hünengraben, Lüdenscheid und Hemer aber auch in Sachsen, Ostpreußen und im Rheinland gründete und bestehende Betriebe aufkaufte. Im schweizerischen Thun wurden die Schweizerischen Metallwerke gegründet.
Gustav Selves Sohn Walter Selve (* 1876; † 1948) trat 1901 in den väterlichen Betrieb ein und wurde 1911 Teilhaber. Anfang 1900 zählte das Basse & Selve zu den führenden deutschen Unternehmen der Nichteisenmetallindustrie. Er konstruierte unter anderem den Aluminiumkolben, zu der Zeit eine bedeutende Innovation im Motorenbau. Das Unternehmen begann 1911 mit der Fertigung von (Flug-)Motoren aus Leichtmetalllegierungen. Der Motorenbau konzentrierte sich auf Altena und trat vor allem während des Ersten Weltkrieges mit zahlreichen Innovationen und Verbesserungen in Erscheinung. So war beispielsweise der wassergekühlte Reihenmotor
Basse & Selve BuS IVa mit 300 PS (221 kW) für den projektierten überschweren Langstreckenbomber Schütte-Lanz R.I vorgesehen. Das von Schütte-Lanz in der Werft Zeesen gebaute und für den Luftkrieg gegen England vorgesehene Riesenflugzeug kam jedoch nicht mehr zum Einsatz.
Die Selve Automobilwerke in Hameln, die Walther Selve erworben hatte, wurden ein Schwesterunternehmen von Basse & Selve, mussten jedoch in der Weltwirtschaftskrise den Betrieb einstellen.
Zum Zeitpunkt von Gustav Selves Tod im Jahr 1909 verfügte das Unternehmen über 11 Zweigwerke. Basse & Selve beschäftigte zu dieser Zeit knapp 3000 Mitarbeiter.

### Konsolidierung ab den 1920er-Jahren
1921 wurden die Basse & Selve oHG und ihre Tochtergesellschaften zur „Selve Aktiengesellschaft“ zusammengeschlossen. Diese fusionierte 1927 mit der 1853 gegründeten Werdohler Carl Berg AG sowie der 1819 in Duisburg gegründeten und 1909 in eine Aktiengesellschaft umgewandelten C. Heckmann AG zur Berg-Heckmann-Selve AG mit Sitz in Altena. Die Weltwirtschaftskrise traf die Betriebe der Metallindustrie so stark, dass es zu einer Konzentrationsbewegung innerhalb der deutschen Halbzeugindustrie kam, in deren Rahmen die Berg-Heckmann-Selve AG im Jahr 1930 die Heddernheimer Kupferwerk und Süddeutsche Kabelwerk AG, die bereits 1909 fusioniert hatten, übernahm. Ab diesem Zeitpunkt firmierte das Unternehmen, das nun über ein Grundkapital von 30 Millionen Reichsmark verfügte, unter dem Namen Vereinigte Deutsche Metallwerke (VDM). Als Hauptsitz wurde zunächst die Firmenzentrale der Basse & Selve AG in Einsal bestimmt, ab 1933 befand sich der Firmensitz dann in Frankfurt am Main.
Von der ursprünglichen Werdohler Carl Berg AG gingen Werke in Werdohl, sowie den  Stadtteilen Eveking und Wilhelmstal, von der Duisburger C. Heckmann zwei Werke in Duisburg und Aschaffenburg in die VDM ein. Basse & Selve brachte die Altenaer Werke in Schwarzenstein, Linscheid und Hünengraben, in Bärenstein (Werdohl) sowie in Küppersteg bei Köln ein.
Die einzelnen Zweigniederlassungen blieben unter ihren bisherigen Firmenbezeichnungen weitgehend selbstständig, die Finanzen und das Rechnungswesen wurden aber zentral in Altena verwaltet.

## Niederlassungen und Tochterunternehmen

### Selve Fratelli, Italien
Um die Handelsbeziehungen zu Italien zu stärken, erwarb Basse & Selve 1870 ein insolventes Metallwerk in Donnas im oberitalienischen Aostatal. Dieses wurde zum 1. Juli 1874 den beiden jüngeren Söhnen Herman Selves, Fritz Selve und August Selve übertragen, die es ab diesem Zeitpunkt unter dem Namen Selve Fratelli führten. Das Werk florierte bald, es wurden bis zu 500 Tonnen Messing und Kupfer zu Drähten, Stäben und Blechen verarbeitet.
1908 wurde das Unternehmen an die Società Metallurgica Italiana veräußert. Da es im folgenden Jahrzehnt zu einem starken Rückgang der Umsatzzahlen kam, wurde das Werk geschlossen.
Fritz Selve war Bürger Turins geworden. Er stiftete der Stadt Donnas eine Grundschule und einen Kindergarten. Den 1897 eröffneten Kindergarten benannte er zu Ehren seiner Mutter Asilo infantile Anna Caterina Selve. Dieser wurde 1922 verstaatlicht und erst im Jahr 1985 geschlossen. In den Kellerräumen des Gebäudes befindet sich heute das Museo del Vino e della Viticoltura.
Für seine Verdienste um die Wirtschaft wurde ihm vom italienischen Staat der Ehrentitel eines Commendatore verliehen.

### Schweizerische Metallwerke Selve & Co
Gustav Selve unterhielt intensive Handelsbeziehungen zur Eidgenössischen Obertelegrafendirektion sowie zum Eidgenössischen Militärdepartement, besonders die Eidgenössische Konstruktionswerkstätte sowie die Eidgenössische Munitionsfabrik in Thun waren wichtige Kunden für Basse und Selve. Um die Geschäftsbeziehungen zu intensivieren, erwarb er schließlich das ehemalige Thuner Elektrizitätswerk, um hier 1895 mit den Schweizerischen Metallwerken Selve & Co ein eigenes, für die damaligen Verhältnisse hochmodernes Metallwalzwerk und eine Giesserei zu eröffnen. In dem Werk wurden zunächst Munitionsnäpfchen hergestellt, später wurden auch Telegrafendrähte sowie Buntmetall- und Aluminiumprodukte produziert.
Bei Gründung des Werkes waren 16 Arbeiter beschäftigt. 1905 waren bereits 200 Arbeiter in dem Werk beschäftigt.
Während des Ersten Weltkriegs war die Auftragslage für Unternehmen als Zulieferer für die Rüstungsindustrie sehr gut, so dass zu dieser Zeit schon über 1100 Mitarbeiter in dem Thuner Werk arbeiteten.
1920 erwarb Walther von Selve ein am Thunersee gelegenes Grundstück im äußeren Teil des Schlossparkes von Schloss Schadau, auf dem er durch den Architekten Alfred Lanzrein eine Villa errichten ließ. Die herrschaftliche Villa im neubarocken Berner Landhausstil auf dem Grundstück Seestrasse 47 wurde 1988 für den Bau des Kongresshotels Seepark abgerissen.
Im Jahr 1930 zog Else von Selve-Wieland, die Ehefrau Walther von Selves von Altena in die Thuner Villa, 1933 ließ sie sich von ihrem Mann scheiden und erhielt als Abfindung die Schweizerischen Metallwerke, die sie ab diesem Zeitpunkt auch alleine leitete. 1949 ließ sie auf dem Werksgelände an der Thuner Scheibenstrasse ein Verwaltungsgebäude errichten, wenige Jahre später erweiterte sie das Unternehmen um ein modernes Warmwalzwerk. Da auf dem Werksareal für weitere Erweiterungen kein Platz zur Verfügung stand, erwarb Else von Sulze-Wieland 1950 Flächen im nahe gelegenen Uetendorf, wo sie ein Zweigwerk errichten ließ.
Else von Wieland starb 1971 im Alter von 84 Jahren. Bis zu ihrem Tod hatte sie das Unternehmen persönlich geleitet. In den 1970er-Jahren hatte das Unternehmen wie viele metall-verarbeitende Unternehmen unter der Erdölkrise zu leiden. Die Erben verkauften das Unternehmen 1979 schließlich an den Investor Werner K. Rey, der es zunächst weiterführte. Ab 1985 wurden jedoch zunehmend Arbeitsplätze abgebaut, bis das Unternehmen, in dem zuletzt noch ca. 400 Mitarbeiter beschäftigt waren, 1993 schließlich geschlossen wurde. Auf dem sogenannten Selve-Areal siedelten sich zunächst zahlreiche Gastronomiebetriebe an, bevor es ab 2008 durch die Selve-Park AG in einen Wohnpark mit Wohnbebauung, Restaurants und Kulturbetrieben umgenutzt wurde.

### Basse & Fischer
1890 erwarb Gustav Selve die Lüdenscheider Metallwarenfabrik Basse & Fischer. Diese war 1847 von Carl Basse, dem Geschäftspartner seines Vaters, und Heinrich Fischer (* 1825; † 1890) gegründet worden. Selve hatte bereits 1872 eine Tochter Fischers geheiratet. Basse & Fischer betrieb ein modernes Messingwalzwerk und produzierte vor allem Kessel und andere Metallwaren aus Messing, Kupfer, Zinn und Britanniametall. Nach der Übernahme durch Selve begann das Unternehmen Mitte der 1890er Jahre, auch Aluminium zu verarbeiten und stellte neben Haushaltswaren auch Bestecke, Kochgeschirre und Feldflaschen für das Militär her. Auf dem umfunktionierten Messingwalzwerk stellte Selve die dafür benötigten Aluminiumbleche her, mit denen er bald auch andere Lüdenscheider Kochgeschirrhersteller belieferte.

## Soziales Engagement

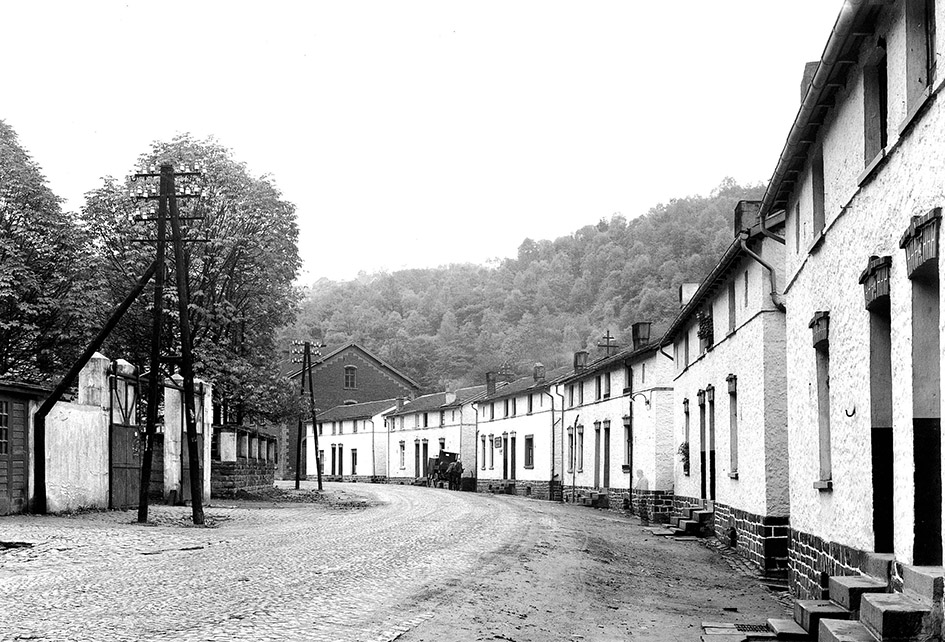
Arbeiterwohnungen an der Werdohler Straße

Gustav Selve engagierte sich stark für im sozialpolitischen Bereich. Zusammen mit weiteren Altenaer Industriellen gründete er am 14. Februar 1870 die Altenaer Baugesellschaft, in deren Vorstand er sich auch engagierte. Neben Arbeiterwohnungen gründete er auch eine Schule, eine Konsum- sowie eine Badeanstalt.
Auch engagierte er sich für die Gründung von Unterstützungskassen und einer Fabriksparkasse.
Er war Mitglied im Präsidium der Zentralstelle zur Bekämpfung der Tuberkulose und stiftete 1897 für die Errichtung einer Lungenheilstätte 100.000 Mark. Am 1. August 1898 wurde in Lüdenscheid-Hellersen die Volksheilstätte des Kreises Altena für Lungenkranke als erste derartige Einrichtung in der Provinz Westfalen eröffnet.
Von 1879 bis 1903 war Gustav Selve der Vorsitzende des Vereins Deutscher Messingwerke, der vor allem auf sein Hinwirken gegründet wurde. Der kartellartige Zusammenschluss legte Preise und Produktionsquoten fest, brach aber aufgrund von Interessengegensätzen zwischen den beteiligten Unternehmen wieder auseinander.

## Mitarbeiter des Unternehmens
- Hugo Borbeck  (* 1881; † 1956) – ab 1908 technischer Leiter bei Basse & Selve, ab 1924 Vorstandsmitglied der Berg-Heckmann-Selve AG
- Franz Horster (* 1887; † 1953) – ab 1914 Justitiar und ab 1924 Vorstandsmitglied bei Firma Basse & Selve, ab 1927 Generaldirektor der Berg-Heckmann-Selve AG
- Wilhelm Ashoff (* 1857; † 1929) –  Prokurist, Direktor und Generaldirektor bei Basse & Selve, ab 1921 Vorstandsmitglied, ab 1927 1928 in den Aufsichtsrat der Berg-Heckmann-Selve AG
- Wilhelm Ashoff (* 1886; † 1941) – war für Basse und Selve in Amsterdam tätig
- Ernst Lehmann (* 1870; † 1924) – Werksdirektor, Konstrukteur und Autorennfahrer für die Selve Automobilwerke GmbH in Hameln; verunglückte 1924 bei den Vorbereitungen zu einem Autorennen in der Senne tödlich
- Karl Joachim Slevogt (* 1876; † 1951) – von 1924 bis 1927 technischer Direktor der Selve Automobilwerke A.G. in Hameln
- Paul Henze (* 1880; † 1966) – als Nachfolger von Karl Slevogt 1928 technischer Direktor der Selve Automobilwerke A.G. in Hameln
- Josef Abs (* 1862; † 1943) – 2. stellvertretender Vorsitzender des Aufsichtsrates der Selve-Automobilwerke AG sowie Mitglied des Aufsichtsrates der Berg-Heckmann-Selve AG
- Max von der Porten (* 1879; † 1943) – stellvertretender Vorsitzender des Aufsichtsrats der Berg-Heckmann-Selve AG
- Rudolf Berg  (* 1881; † 1955) – ab 1927 technisches Vorstandsmitglied der Berg-Heckmann-Selve AG